# Werner K. Giesa

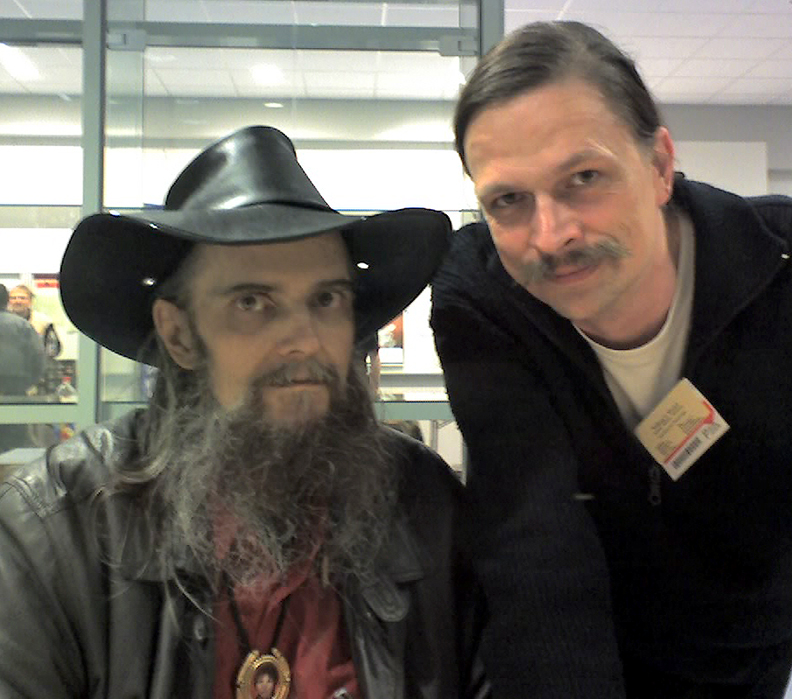
W. K. Giesa (links) mit dem Gründer des Projekts Myra, zu dem Giesa über die Mythor-Serie beigetragen hat.(2006)

Werner Kurt Giesa (* 7. September 1954 in Hamm; † 14. Februar 2008 in Altenstadt) war ein deutscher Schriftsteller. Seit 1977 war er Verfasser von Phantastik-Romanen, die zum großen Teil als Heftromane im Bastei-Verlag veröffentlicht wurden.

## Biographie
Nach dem Abitur 1974 studierte Werner K. Giesa Kunstgeschichte und Germanistik an der Universität Paderborn. Im Zuge seines Studiums begann er zu zeichnen und gründete dafür in den 80er Jahren die Firma WK+DESIGN, die ihren Tätigkeitsschwerpunkt auf der Werbung für neu gegründete Unternehmen hatte. Um Zeit für seine Tätigkeit als Autor zu gewinnen, schloss er das Unternehmen nach einigen Jahren. Nach dem Studium leistete Giesa seinen Zivildienst in einem Jugendfreizeitheim in Dorsten. Diese Erfahrung nutzend, war er noch mehrere Jahre ehrenamtlich in der Kinder- und Jugendbetreuung tätig.
Im Jahr 1976 kam er zur Romanagentur Karin Grasmück, die für ihn 1977 die ersten Romane an den Bastei-Verlag vermittelte. Ab Ende 1977 war er hauptberuflich Schriftsteller; im Jahr 1978 verfasste er seine ersten Romane für die Serie Professor Zamorra, die er später als Chefautor übernahm. In der Anfangszeit als hauptberuflicher Autor war er nebenberuflich als Springer für die Bundesmonopolverwaltung tätig.
1986 heiratete Giesa die 1960 geborene Heike Müller, die später erheblichen Einfluss auf sein Werk hatte: sie prägte im Hintergrund Professor Zamorra entscheidend mit, lektorierte alle Romane und entwickelte eigene Figuren, während die schriftstellerische Umsetzung immer durch Werner K. Giesa erfolgte.
2003 erkrankte der Autor unheilbar und musste nach einem längeren Krankenhausaufenthalt immer mehr Romane der Zamorra-Serie von anderen Autoren schreiben lassen, während er selbst sich stärker auf Koordination und die Exposé-Arbeit zurückzog. Heike Giesa übernahm für den Blitz-Verlag das Lektorat der Serien Macabros und Larry Brent.
Vom überraschenden Tod seiner Frau Anfang 2005 wurde Giesa nachhaltig getroffen; in der Zamorra-Serie war ihr fehlender Einfluss bald zu spüren. Die Exposé-Arbeit gab Giesa Ende 2007 auf.
Am 14. Februar 2008 wurde er tot in seiner Wohnung in Altenstadt aufgefunden.

## Werk
Bereits als Schüler begann Giesa mit dem Schreiben von SF- und Fantasy-Geschichten, die bald in (mit Spirit-Carbon-Umdrucker) gedruckter Form innerhalb seines "nichtkommerziellen Verlags terrapress" erschienen.
Bis zu seinem Tod verfasste Giesa über 800 Romane in unterschiedlichen Genres wie Horror und Science Fiction, für die Fantasy-Serie Mythor schrieb Giesa in den 80er Jahren neben zahlreichen Romanen für die letzten Bände auch die Exposes. Außerdem war er unter verschiedenen Pseudonymen für weitere Heftserien tätig, darunter Gespenster-Krimi (als Mike Shadow), Damona King (als H.P. Usher und Mike Shadow), Vampir-Horror-Roman (als Olsh Trenton), Dämonenkiller (als Merlyn G. Hastur) und Die Terranauten (als Art Norman). Daneben schrieb er auch für nicht phantastische Reihen wie 320 PS-Jim (als Monty G. Ryker) und Trucker-King (unter dem Verlagspseudonym Steve Cooper).
Sein Hauptwerk war die Heftromanserie Professor Zamorra, zu der er mit Band 111 stieß und deren Titel er ab Band 362 für acht Jahre ausschließlich alleine schrieb. Bis zu seinem Tod war er Chefautor dieser Serie; er veröffentlichte dort zunächst unter dem Pseudonym Robert Lamont, nach Abschaffung des Sammelpseudonyms dann unter Klarnamen.
Neben Professor Zamorra verfasste Giesa noch einige in Buchform veröffentlichte Science-Fiction-Romane, darunter einige Perry-Rhodan-Planetenromane und eine Beteiligung an der Fortschreibung der Ren-Dhark-Serie. Science Fiction bezeichnete Giesa selbst als das Genre, das ihn ursprünglich zum Schreiben gebracht habe.
Anfang der 80er Jahre drehte er als Amateurproduktion die drei Gruselfilme – Draculord, Der Magier – Das Grauen aus der Gruft und Professor Zamorra – Satans Todesschwadron. Diese wurden bis zum Tod des Autors gelegentlich auf Conventions aufgeführt, inzwischen scheitert die Aufführung an urheberrechtlichen Fragen.

## Auszeichnungen
- 2003 Deutscher Phantastik Preis als Autor (national)[4]

## Trivia
Der Autor hat aus Gründen des Umweltschutzes im Jahr 2000 die Möglichkeit genutzt, eine kleine Grundstückparzelle im Norden Schottlands zu kaufen, die damit der kommerziellen Nutzung entzogen wurde. Er erhielt daraufhin die urkundliche Bestätigung, Laird of Glencairn zu sein.

## Nachweise
1. ↑  Spätere Firmen desselben Namens hatten mit der Firma Giesas nichts zu tun.
2. 1 2  Autobiografie auf der Website des Autors (Memento vom 9. März 2008 im Internet Archive)
3. ↑  Quelle: Giesas Homepage, Geisterwaldkatalog, Internetforum des Bastei-Verlages
4. ↑  Literaturpreis Gewinner Deutscher Phantastik Preis